# Roman Siemiński
Roman Siemiński (* 7. November 1919 in Warschau; † 21. Juni 1997 ebenda) war ein polnischer Radrennfahrer.

## Palmarès
| Jahr | Erfolg | Rennen                                               |
| ---- | ------ | ---------------------------------------------------- |
| 1946 | 3.     | Nationalmeisterschaft, Straße, Teamzeitfahren, Elite |
| 1947 | Sieger | Nationalmeisterschaft Polen                          |
| 1947 | Sieger | 3. Etappe Polen-Rundfahrt                            |
| 1947 | 2.     | Nationalmeisterschaft, Polen, Gelände                |
| 1948 | Sieger | Nationalmeisterschaft Polen                          |
| 1948 | 2.     | 5. Etappe Friedensfahrt                              |
| 1948 | 2.     | Gesamtwertung Friedensfahrt                          |
| 1948 | 2.     | Bergmeisterschaft, Straße, Polen                     |